# Humanity 1
Die Humanity 1 ist ein derzeit zur Seenotrettung eingesetztes, ehemaliges deutsches Forschungsschiff.  Nachdem ursprünglich das GEOMAR Helmholtz-Zentrum für Ozeanforschung Kiel (GEOMAR) zusammen mit dem Land Schleswig-Holstein das Schiff betrieb, wurde es vom Verein Sea-Watch e. V übernommen. Dort war es unter dem Namen Sea-Watch 4 im Mittelmeer zur Seenotrettung im Einsatz, bis es im August 2022 durch den Verein SOS Humanity übernommen wurde, die das Schiff unter seinem jetzigen Namen betreibt.
Das Schiff war ursprünglich nach Poseidon, dem griechischen Gott des Meeres, benannt.

## Geschichte

Baunummernschild der Poseidon

Das Schiff wurde 1975/76 unter der Baunummer 2266 auf der Werft Schichau Unterweser in Bremerhaven gebaut. Die Kiellegung erfolgte am 4. November 1975, der Stapellauf fand am 2. Mai 1976 statt. Die Fertigstellung des Schiffs erfolgte im August 1976, am 30. August des Jahres wurde es in Dienst gestellt. Der Bau des Schiffes kostete rund 23 Mio. DM und wurde zu 90 % aus Mitteln des Bundesministeriums für Bildung und Forschung (BMFT) und zu 10 % aus Mitteln des Landes Schleswig-Holstein finanziert. Betrieben wurde das Schiff bis 2003 vom Institut für Meereskunde Kiel und anschließend vom durch den Zusammenschluss des Instituts für Meereskunde mit dem Forschungszentrum GEOMAR der Universität Kiel entstandenen Leibniz-Institut für Meereswissenschaften an der Universität Kiel, IFM-GEOMAR, aus dem zum 1. Januar 2012 das GEOMAR Helmholtz-Zentrum für Ozeanforschung Kiel wurde. Bereedert wurde das Schiff durch Briese Schiffahrt in Leer.
Die Poseidon war das zweite deutsche Forschungsschiff mit diesem Namen. Bereits von 1902 bis 1938 gab es ein Forschungsschiff Poseidon, den mit 481 BRT vermessenen Reichsforschungsdampfer Poseidon, der hauptsächlich für die Fischereiforschung in den europäischen Schelfmeeren eingesetzt wurde.
Im September 2019 wurde das Schiff von der VEBEG zum Verkauf ausgeschrieben. Im Dezember wurde es nach über 43 Jahren und 539 Expeditionen außer Dienst gestellt. Es soll im Jahr 2026 zusammen mit der Meteor durch den Neubau Meteor IV ersetzt werden.
Am 31. Januar 2020 ersteigerte der Verein Sea-Watch e. V. mit Unterstützung des Bündnisses United4Rescue und der Evangelischen Kirche in Deutschland und von Sea Watch das Schiff für rund 1,547 Mio. Euro, um es zur Rettung von Migranten aus Seenot im Mittelmeer einzusetzen. Das Schiff wurde am 20. Februar 2020 in Sea-Watch 4 mit dem Zusatz powered by United4Rescue umbenannt. Landesbischof Heinrich Bedford-Strohm hatte gelobt, die Kirche werde sich für Besatzung und die geretteten Menschen einsetzen, sollte der Einsatz der Sea-Watch 4 behindert werden.
Die Aktivisten brachen am 15. August 2020 aus dem spanischen Burriana in der Provinz Castellón zu ihrer Mission auf und steuerten in Richtung zentrales Mittelmeer. Am 22. August übernahmen sie vor Libyen in dem Seegebiet vor Tripolis und der Schmugglerhochburg az-Zawiya sieben Personen von einem anderen Rettungsschiff. Italienische Medien identifizierten dieses zweite Schiff als ein ehemaliges Schnellboot des französischen Zolls (DF 42), das demnach als Louise Michel, ebenfalls von deutschen Aktivisten unter deutscher Flagge betrieben wird und noch Tage zuvor gemeinsam mit der Sea-Watch 4 in Burriana geankert hatte. Weitere 97 Personen wurden am 23. August an Bord geholt, gefolgt von etwa 100 Migranten am folgenden Tag. Mehrere EU-Staaten und das Rote Kreuz verhandelten anschließend über ein Anlanden der Migranten in der Europäischen Union. Dem Schiff wurde schließlich erlaubt, Palermo anzulaufen, wo die 353 Migranten am 2. September auf das Fährschiff GNV Allegra für eine zweiwöchige Quarantäne überführt wurden.
Aufgrund des Fahrens unter der Antifa-Flagge kam es im Mai 2021 zu einer Kontroverse zwischen dem Geldgeber Evangelische Kirche und dem Trägerverein.
Im August 2022 wurde das Schiff durch den Verein SOS Humanity übernommen und im Hafen von Vinaròs durch die Moderatorin und Journalistin Hadnet Tesfai auf seinen jetzigen Namen getauft.
Im November 2022 befand sich das Schiff Humanity 1 mit 35 Migranten im sizilianischen Hafen von Catania.

## Beschreibung
Das Schiff konnte als Forschungsschiff rund drei Wochen auf See bleiben und hatte einen Einsatzradius von etwa 4.200 Seemeilen. Das Einsatzgebiet beschränkte sich auf den Atlantischen Ozean und seine Randmeere. Einsatzbereiche des Schiffes waren ozeanographische, meeresbiologische und geologische und geophysikalische Forschungen. Dafür verfügte das Schiff über fünf Labore (darunter je ein Nasslabor, Trockenlabor und Chemielabor) und war mit Winden, Kranen (darunter ein NMF-Arbeitskran für bis zu 5 Tonnen Last und ein um 85° schwenkbarer Heckgalgen von MacGregor für bis zu 5 Tonnen Last) sowie verschiedenen hydroakustische Anlagen, darunter ein Fächerecholot, ausgerüstet.
Das Schiff wird dieselelektrisch angetrieben. Der Antrieb des Festpropellers, das mit einem Becker-Ruder versehen ist, erfolgt durch einen Elektromotor des Herstellers Lloyd Dynamowerke mit 930 kW Leistung bei 280/min. Für die Stromerzeugung stehen drei von Dieselmotoren angetriebene Generatoren zur Verfügung. Gebaut worden war das Schiff mit zwei von Dieselmotoren angetriebenen Generatoren. Anfang der 1980er-Jahre wurde ein weiterer Dieselgeneratorsatz eingebaut. Hierdurch wurde die Reichweite und das Einsatzgebiet des Schiffes erweitert, das nun auch den offenen Nordatlantik befahren konnte. Außerdem gibt es einen Hilfs- und Hafendiesel.
Die Dieselmotoren wurden Anfang des 21. Jahrhunderts durch MTU-Dieselmotoren des Typs 12V2000M mit jeweils 575 kW Leistung bei 1500/min ersetzt. Etwas später wurde auch der den Hilfs- und Hafengenerator antreibende Dieselmotor durch einen Scania-Dieselmotor des Typs DI12/62M mit 280 kW Leistung ersetzt.
Das Schiff ist mit einem als Wasserstrahlantrieb ausgelegtem Bugstrahlruder mit 290 kW Leistung bei 500/min ausgerüstet. Es verfügt über einen Flossenstabilisator, der das Rollen des Schiffs in Fahrt verringert.
Die Besatzungsstärke des Forschungsschiffes betrug 15 Personen. Für Wissenschaftler standen elf Plätze in fünf Doppel- und einer Einzelkabine zur Verfügung.
Das offene Arbeitsdeck hinter den Decksaufbauten ist etwa 135 m² groß. Auf dem Deck konnten auch ein 20-Fuß- und ein 10-Fuß-Container mitgeführt werden.
Nach erfolgtem Umbau zum Rettungsschiff hat es eine Besatzung von 26 Personen. Es können bis zu 300 Flüchtlinge aufgenommen werden, im extremen Notfall kurzzeitig bis zu 900. Für Frauen und Kinder steht ein gesonderter Bereich mit 24 Betten zur Verfügung. Zudem wurde eine Krankenstation mit zwei Behandlungsplätzen eingerichtet. Die Küche, in der für über 100 Passagiere Essen zubereitet werden kann, wurde vom Forschungsschiff übernommen.

## Sonstiges
Das GEOMAR betreibt noch das Forschungsschiff Alkor sowie den Forschungskutter Littorina und das Boot Polarfuchs, das ursprünglich als Labor-Beiboot für das Forschungsschiff Polarstern diente.